# Boris Goudenow
Boris Goudenow oder Der durch Verschlagenheit erlangte Thron oder Die mit der Neigung glücklich Verknüpfte Ehre ist eine Oper in drei Akten von Johann Mattheson. Die Oper entstand im Jahre 1710, wurde aber erst 2005 in Hamburg konzertant uraufgeführt.

## Entstehung und Wiederentdeckung

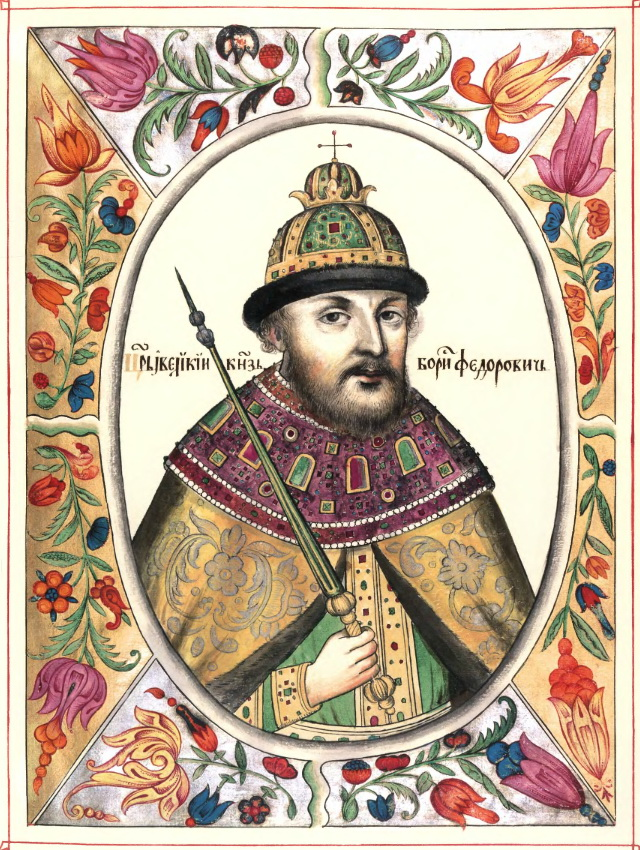
Abbildung des Boris Godunow

Die Oper schrieb Mattheson ursprünglich für das Opernhaus am Gänsemarkt in Hamburg, wo in den Jahren davor schon seine Opern aufgeführt wurden. Den Stoff dafür übernahm Mattheson aus einem Buch von Peter Petreus (oder Petrejus), der sein Regni Muscowitici Sciographia auf Schwedisch im Jahre 1615 in Stockholm veröffentlichte und es dann selbst für eine Veröffentlichung 1620 ins Deutsche übersetzte.
Im Oktober 1710 wollte Russland in Hamburg eine Handels- und Beobachtungsstelle einrichten, die u. a. berichten sollte, was in Norddeutschland geschah bzw. ob Hamburger Zeitungen keine missliebigen Nachrichten über Russland druckten. Mit Rücksicht auf diplomatische Verstrickungen, da die Hamburger Comerz-Deputation im Dezember 1710 erst Kontakte in das gerade fertiggestellte Sankt Petersburg suchte, wurde die Oper wahrscheinlich nicht aufgeführt, die Partitur und das Libretto verschwanden im Archiv.
Durch Auslagerung und Brandverluste während des Zweiten Weltkriegs schienen die meisten Noten und Texthefte der Hamburger Oper verloren, bis 1998 ein Konvolut hamburgischer Musikhandschriften aus Armenien in die Staatsbibliothek heimkehrte. Darin fanden sich etliche Stücke von Matthesons Hand, auch die Partitur der Oper Boris Goudenow, die der Altonaer Kirchenmusiker und Musikforscher Johannes Pausch entdeckte. Die Oper wurde am 29. Januar 2005 im Hamburger Bucerius Kunst Forum konzertant uraufgeführt und am 18. Juni 2005 in Boston erstmals szenisch inszeniert.
Das Sujet wurde 1870 in der Oper Boris Godunow von Modest Mussorgski wieder aufgenommen.

## Handlung
Ort der Handlung ist der Moskauer Kreml. Die Handlung der Oper dreht sich um die Geschichte, wie der russische Fürst Boris Goudenow durch Intrige zur Macht kommt und russischer Zar wird.

### Erster Akt
Der kranke Zar Theodorus ruft den Kronrat zusammen und erklärt Boris Goudenow zum Statthalter von Moskau. Es gelingt ihm aber nicht, einen Nachfolger zu bestimmen.

### Zweiter Akt
Goudenow legt alle Ämter nieder und begibt sich gemeinsam mit seiner Schwester, der vormaligen Zarin Irina, in ein Kloster. Boris’ Feinde am Hof scheinen die Oberhand zu gewinnen. Eine Delegation macht sich auf, um Boris zur Rückkehr zu bewegen.

### Dritter Akt
Goudenow kehrt zurück und ist am Ende nicht nur Retter des Vaterlandes, sondern auch ein Patron der Liebenden. Er wird gefürchtet und geehrt, aber nicht geliebt.